# Geraldo sem Pavor

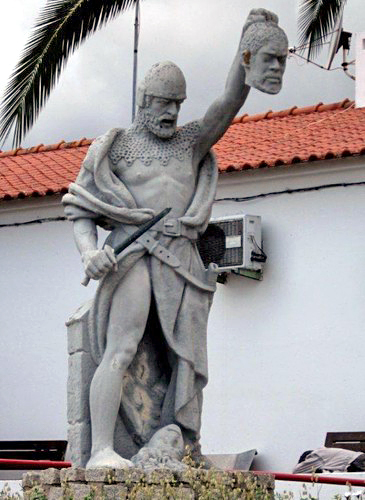
Geraldo mit dem abgetrennten Kopf eines Mauren, Denkmal in Évora

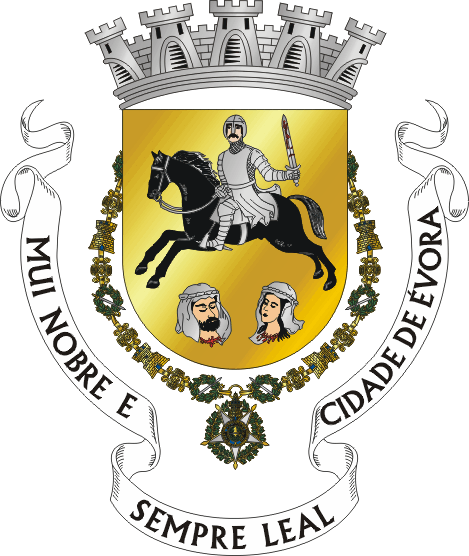
Geraldo im Stadtwappen von Évora

Geraldo Geraldes, auch genannt Geraldo sem Pavor oder Geraldo, O Sem Pavor (= „Geraldo der Furchtlose“), war ein Abenteurer, der im Rahmen der Rückeroberung (reconquista) des Südens Portugals als Anführer von städtischen Milizen im Alentejo mehrere Städte von maurischer Herrschaft befreite.

## Historischer Hintergrund
Im Jahre 1161 begann die christliche Offensive in den Gebieten des Alentejo, die bis ins Jahr 1167 andauerte. Während dieser Periode wurden die Angriffe nicht vom ersten portugiesischen König Afonso Henriques (reg. 1139–1185) oder seinen Militärs geleitet, sondern von städtischen Truppen, die von lokalen Anführern, wie zum Beispiel Fernando Gonçalves aus Santarém, der Beja im Jahr 1162 einnahm, angeführt wurden. Gleichzeitig unternahm der leonesische König Ferdinand II. Angriffe entlang der nicht klar definierten portugiesischen Grenze, so dass es zwischen den verschiedenen Parteien zu Reibereien und Konflikten kam.

## Taten
Um das Jahr 1162 stellte Geraldo Geraldes eine Privatarmee (mesnada) zusammen und überfiel von den Mauren gehaltene Burgen und Orte im Alentejo, wobei er sich laut einer arabischen Quelle auf nächtliche oder bei schlechtem Wetter ausgeführte Angriffe spezialisierte. Im November des Jahres 1165 eroberte er die Stadt Évora zurück und leistete somit einen großen Beitrag zur Erweiterung des jungen portugiesischen Reiches. Sicher ist, dass die Taktik der steten Überraschungsangriffe auf die von den Mauren besetzten Burgen äußerst erfolgreich war.
Im Jahr 1166 bezog er das Castell von Juromenha, von wo aus er konstante Angriffe auf Badajoz, das wichtigste militärische Zentrum im Westen des arabischen Al-Andalus lenkte. Die Belagerung der Stadt sollte sich jedoch im Jahre 1169 als militärisches Desaster erweisen, denn Ferdinand II. verbündete sich mit dem almohadischen Anführer und Kalifen Abu Yaqub Yusuf I. gegen die portugiesischen Eindringlinge. In der Folge verloren Geraldo selbst und der ihm zu Hilfe geeilte portugiesische König Afonso Henriques sämtliche in den Jahren zuvor eroberten Besitztümer im Südosten des Reiches.
Ibn ʿIdhārī († um 1313) behauptet noch, dass Geraldo sich in den Jahren 1171/72 mit den Almohaden verbündet habe und von diesen mit einem Heer von 350 Mann nach Marokko entsandt worden sei, wo er die Souss-Ebene erobert habe, die er jedoch dem portugiesischen König als Stützpunkt angeboten habe. Schließlich sei er um das Jahr 1173 in Ceuta hingerichtet worden.

## Bewertung
Geraldo Geraldes ist eine kontroverse Figur der portugiesischen Geschichte. Einerseits wird er als Held der portugiesischen Reconquista und wichtiger Helfer des ersten Königs von Portugal, Afonso Henriques, ja sogar als eine Art portugiesischer Cid, gefeiert, andererseits vermuten einige portugiesische Historiker, dass er als Anführer einer Bande von Räubern und Abenteurern gesehen werden müsse, die eines Tages beschlossen hatten, sich zu rehabilitieren und weniger für die portugiesische Sache, sondern vielmehr auf eigene Faust und für den eigenen Vorteil kämpften. Der Historiker José Hermano Saraiva dagegen behauptet, dass Geraldo nur oberflächlich gesehen für sich selbst arbeitete, in Wirklichkeit aber dem König Afonso Henriques einen großen Dienst erwies, indem er in Gebieten kämpfte, in denen politische Kompromisse (u. a. mit dem König von Kastilien) den Monarchen davon abhielten, selbst zu operieren.
Als zentrale Figur der Ikonographie der Stadt Évora wurde er im Stadtwappen als Reiter mit gezücktem Schwert verewigt.